# Montholier
Montholier is een gemeente in het Franse departement Jura (regio Bourgogne-Franche-Comté) en telt 283 inwoners (1999). De plaats maakt deel uit van het arrondissement Dole .
In het dorp wordt bij de druivenoogst het feest van Biou gevierd, op de feestdag van Michaël, aartsengel.

## Geografie
De oppervlakte van Montholier bedraagt 7,9 km², de bevolkingsdichtheid is 35,8 inwoners per km².

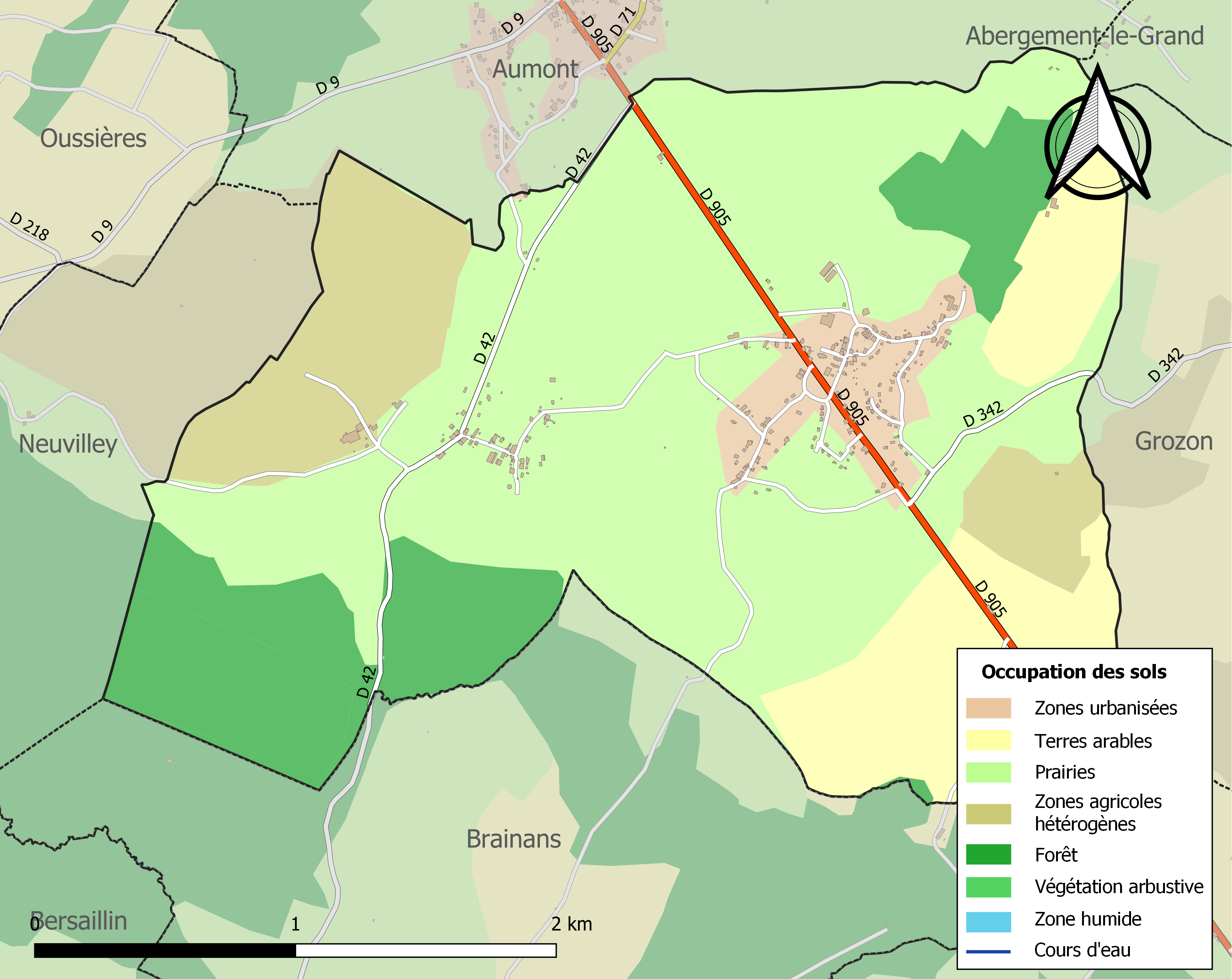
Kaart van de gemeente met de belangrijkste infrastructuur, bodemgebruik en omliggende gemeenten

## Demografie
Onderstaande figuur toont het verloop van het inwonertal (bron: INSEE-tellingen).